# 溫金有

溫金有（Won Alexander Cumyow）是加拿大早期華裔公務員和社區領袖。

## 早期生活
溫金有 (Won Cumyow) 于 1861 年 3 月 24 日左右出生於道格拉斯港（位於卑詩殖民地哈里遜湖的北端，在菲沙河谷淘金熱期間是通往利魯艾特的道格拉斯路的起點），溫金有 (Won Cumyow) 是講客家話的商店和餐館老闆溫林星（Won Ling Sing）的長子。溫金有的父親於1858年從中國移民到舊金山，後來又移民到道格拉斯港。 溫金有是已知第一個出生在當今加拿大境内（卑詩於1861年正式成為英國殖民地）境内的華人後裔。
他在新西敏上高中，並成為了一名法庭翻譯員 (1888) 和勞工承包商。 1904年至1936年間，他在溫哥華警察法庭擔任翻譯員，他會說英語、廣東話、客家話，以及他小時候在道格拉斯港學到的支努克行話。他學習過法律，甚至從法學院畢業，但因為他作為華人沒有投票權而不能得到律師執照。
溫金有於1890年首次投票，但1895年至1896年的省法案剝奪了華人（以及日本人和原住民）在卑詩省選的投票權（儘管他的名字仍然出現在1898年卑詩省選的選民名冊上） 。 聯邦大選的選民名冊是來自省選的選民名冊，所以失去省級投票權也意味著不能在聯邦大選投票。 1923年華人入境法令，俗稱排華法，在第二次世界大戰後於1947年5月14日被廢除，他隨後在1949年聯邦大選中再次投票——使他成為唯一一個在失去投票權前後也有投票的華人。他投票的照片已多次在報紙上轉載，並出現在溫哥華華埠的壁畫上。

## 社區工作
溫金有活跃於溫哥華的華人社區，他曾任中華公所會長。於1884年，華商在維多利亞成立了中華公所的第一家分會。而第二家分會於1895年在溫哥華成立。當時，該地區所有華人都必須加入公所 ，它所做的一切事情包括但不限於代表會員處理法律糾紛，以及把去世會員的遺體送回其在中國的故鄉安葬。

## 婚姻
溫金有於1889年11月29日与Ye Eva Chan 结婚。 1888年，一個中華循道衛理會的傳教士家庭收養了她，並將她從香港帶到加拿大。溫金有和Ye Eva一同生了十個孩子。他們的三兒子溫高登（Gordon Won Cumyow）接任了溫金有法庭翻譯員的職務，並於1951年成為了加拿大第一位華裔公證人。

## 死亡
溫金有於1955年10月6日在溫哥華去世，享年94歲。 

## 紀念
溫金有是加拿大5元聚合物鈔票上人像的八名決賽入圍者之一。 

## 笔记
1. ↑  All Chinese were asked to donate $2. If they did not, they would have to pay much more if they ever required the services of the association.